# Traona
Traona ist eine norditalienische Gemeinde (comune) mit 2888 Einwohnern (Stand 31. Dezember 2024) in der Provinz Sondrio in der Lombardei. 

## Lage und Einwohner
Die Gemeinde liegt etwa 32 Kilometer westlich von der Provinzhautstadt Sondrio im unteren Veltlin in den Südhängen der Rätischen Alpen. Die Adda bildet die südliche Gemeindegrenze.
Die Nachbargemeinden sind Cercino, Civo, Cosio Valtellino, Mello, Morbegno und Novate Mezzola.

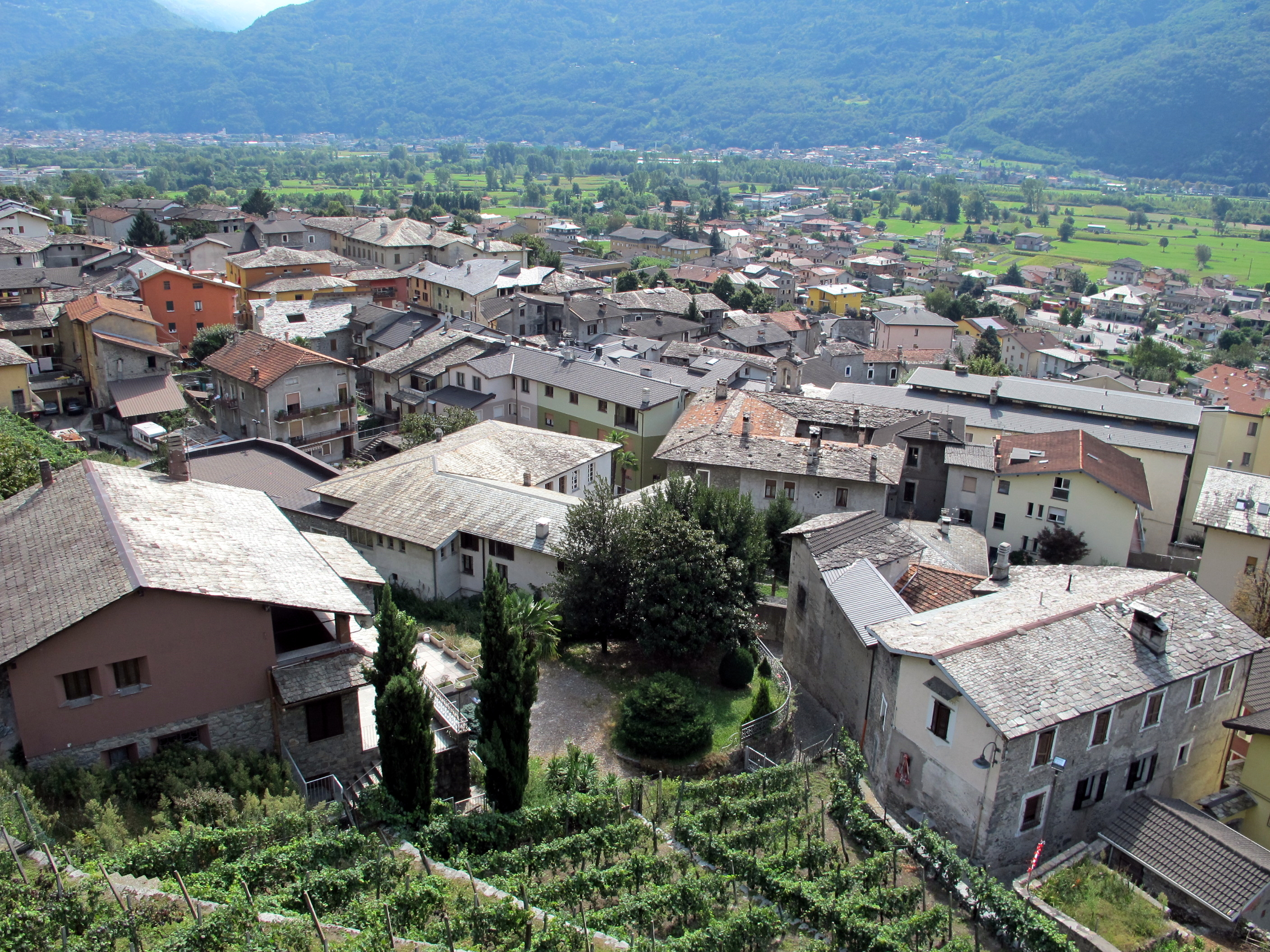
Traona

### Verkehrsanbindung
Die Staatstraße 38 verläuft auf der gegenüberliegende Flussseite. Zusammen mit der Nachbargemeinde Cosio Valtellino hat Traona einen Bahnhof an der Strecke der Veltlinbahn.

## Toponomastik
Über die Herkunft des Namens wurden mehrere Hypothesen aufgestellt, die alle den Namen aus dem Lateinischen ableiten. Die zuverlässigste Ableitung stammt vom Schweizer Historiker Giovanni Guler von Weineck, der aufgrund der besonderen Fruchtbarkeit des Bodens und der Heiligkeit des Klimas den Ursprung des Toponyms auf den Ausdruck Terra Bona zurückführt.
Die menschliche Präsenz im Gebiet von Traona in der Antike wird durch ein Grabgewölbe des Jahrhunderts bezeugt. V d.C., entdeckt während der Arbeiten im Innenhof des Rathauses in den 1980er Jahren.

## Geschichte
In welcher Zeit die ersten Siedlungen in der Gemeinde entstanden, kann nicht mit Sicherheit festgestellt werden. Erste Siedlungsbefunde deuten auf die Antike hin. Die Grabhügel in der Gemeinde können aber auf das fünfte nachchristliche Jahrhundert datiert werden.
Im 12. Jahrhundert reichte der Comersee bis nach Traona, womit dem Ort eine wichtige verkehrspolitische Bedeutung zukam. Es war Brückenort an der Adda und Zentrum der Communitas montanae Domopholi, aller Dörfer des äußeren rechten Talhangs. Ab 1335 war Traona unter mailändischer Herrschaft und Hauptort der rechten Squadra des unteren Terzier, Sitz eines Podestà (deutsch: Gouverneur oder Statthalter) und Zollposten beim Turm von Olonio am Comersee. Im Dorf waren die Familien Paravicini, Vertemate, Malacrida und Omodei ansässig. 
Unter der Bündner Herrschaft hatte ab 1512 erneut ein Podestà seinen Sitz in Traona. Deshalb kamen ab 1545 italienische evangelische Glaubensflüchtlinge in diesen Ort, wo der reformierte Bündner Dolfino Landolfi Statthalter war. Sie waren teilweise wie Camillo Renato und Augustinus a Crema auch als Prediger in der Region tätig. 1589 gab es im Dorf eine kleine reformierte Gemeinschaft von 15 Familien, die mehrheitlich aus Caspano kamen und im Winter in Traona wohnten. Sie hatten einen eigenen Pfarrer und versammelten sich in der nicht mehr bestehenden Kirche Santa Trinità. Im Veltliner Mord wurde 1620 ein Teil dieser Gemeinschaft getötet. 1638 befand sich in Traona das Hauptquartier des französischen Generals François-Annibal d’Estrées. 1797 wurde Traona mit dem Veltlin Teil der Cisalpinischen Republik.

## Sehenswürdigkeiten
- Pfarrkirche Sant’Alessandro Martire bewahrt drei imposante Ölgemälde mit Storie di Sant’Alessandro des Malers Giacomo Parravicino und im Apsis ein Fresko an Gaudenzio Ferrari zugeschrieben (16. Jahrhundert).
- Oratorium Sant’Ignazio di Loyola (1780–1781), Architekt Pietro Solari.
- Palast Parravicini (18. Jahrhundert).
- Kirche Santa Caterina im Ortsteil Corlazzo, bewahrt merkwürdige Fresken von Giovan Andrea de Magistris (Mitte 15. Jahrhundert).

## Veranstaltungen
Die Hauptveranstaltung ist Traona in Cantina, die normalerweise an den ersten Wochenenden im Oktober stattfindet. Im Sommer finden auch Volksfeste statt, wie La festa del cinghiale, Die Freunde des Zweigs und Das Fest der Solidarität.

## Bildergalerie

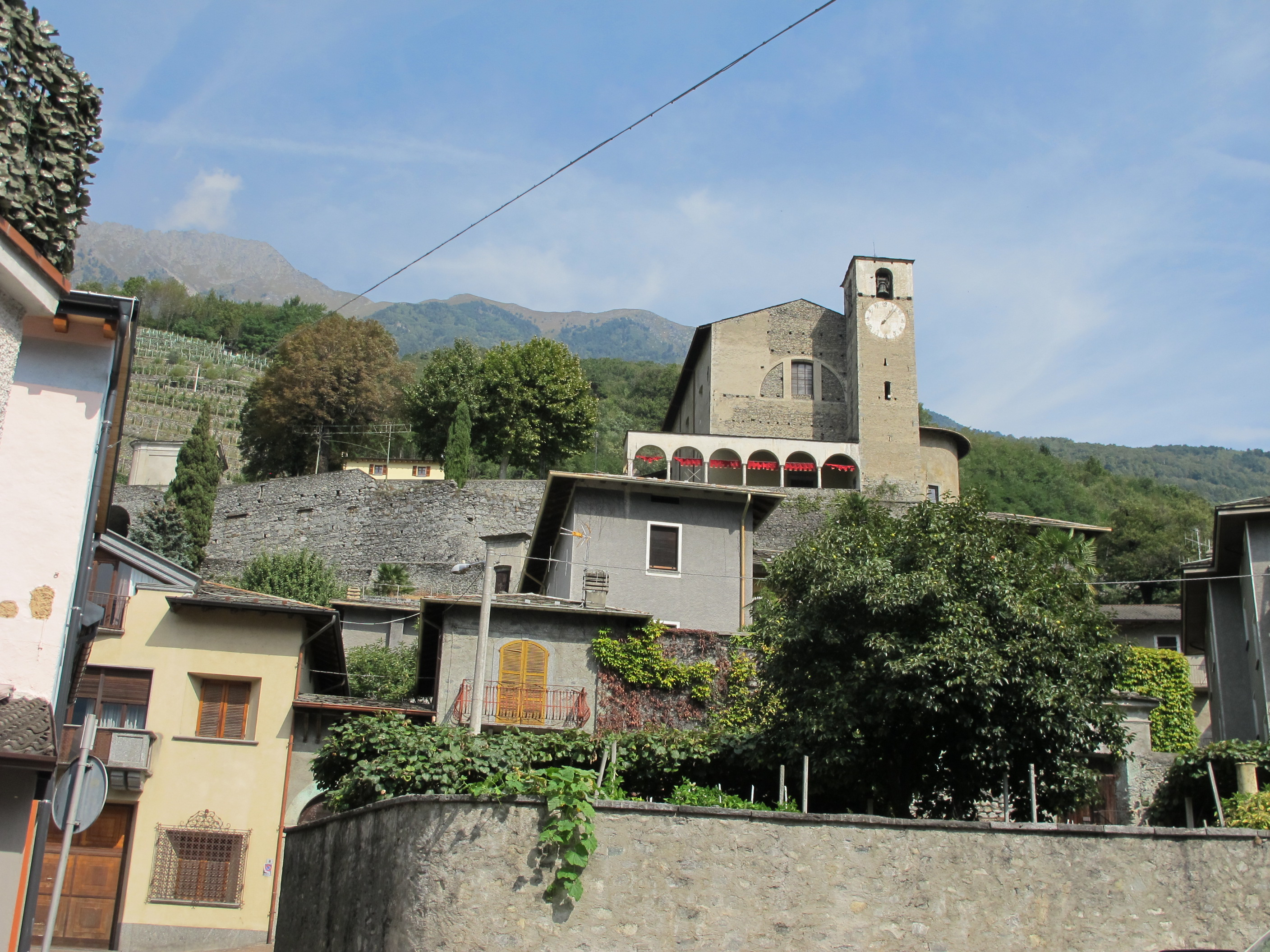
Pfarrkirche Sant’Alessandro Martire
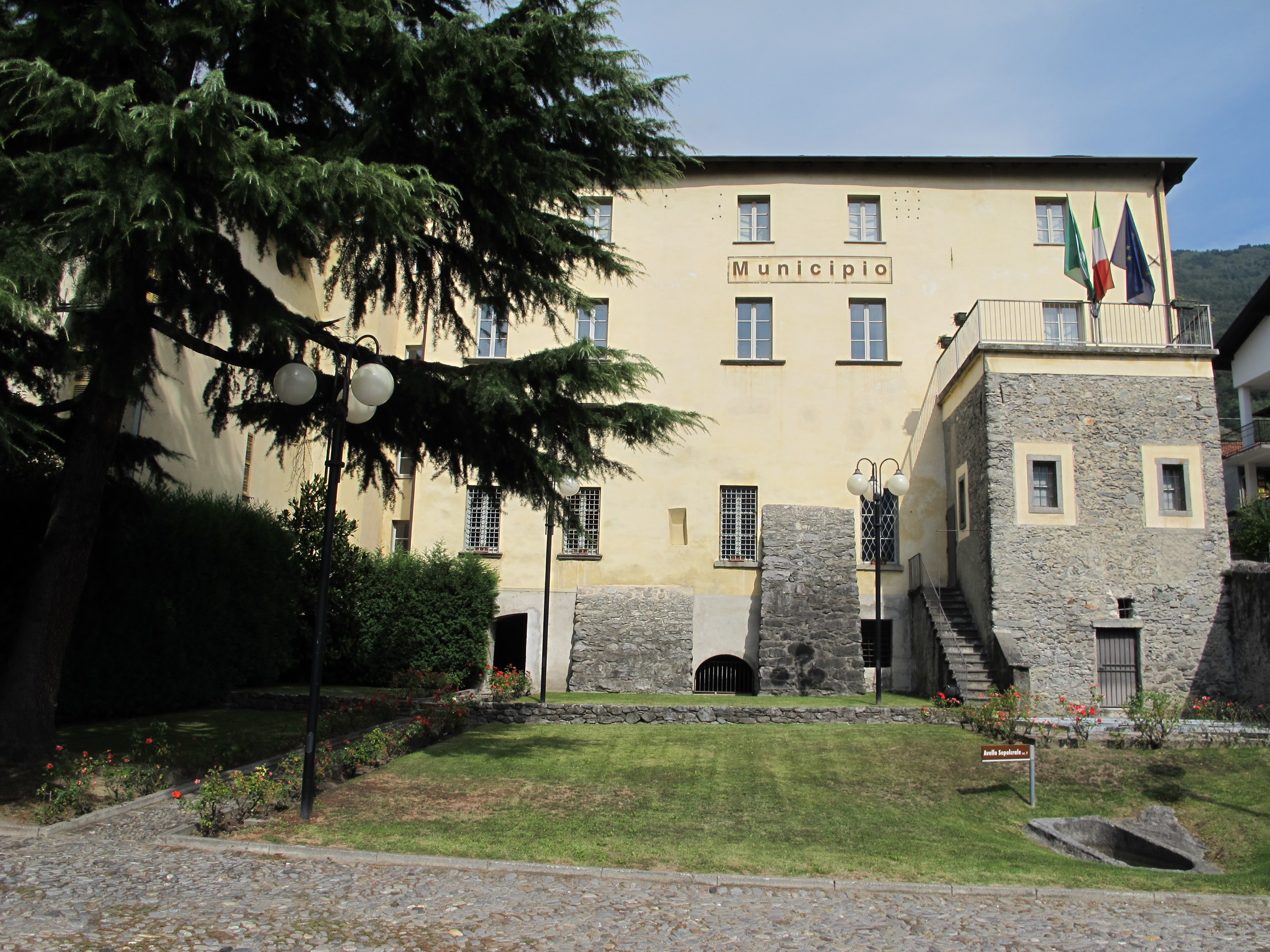
Rathaus
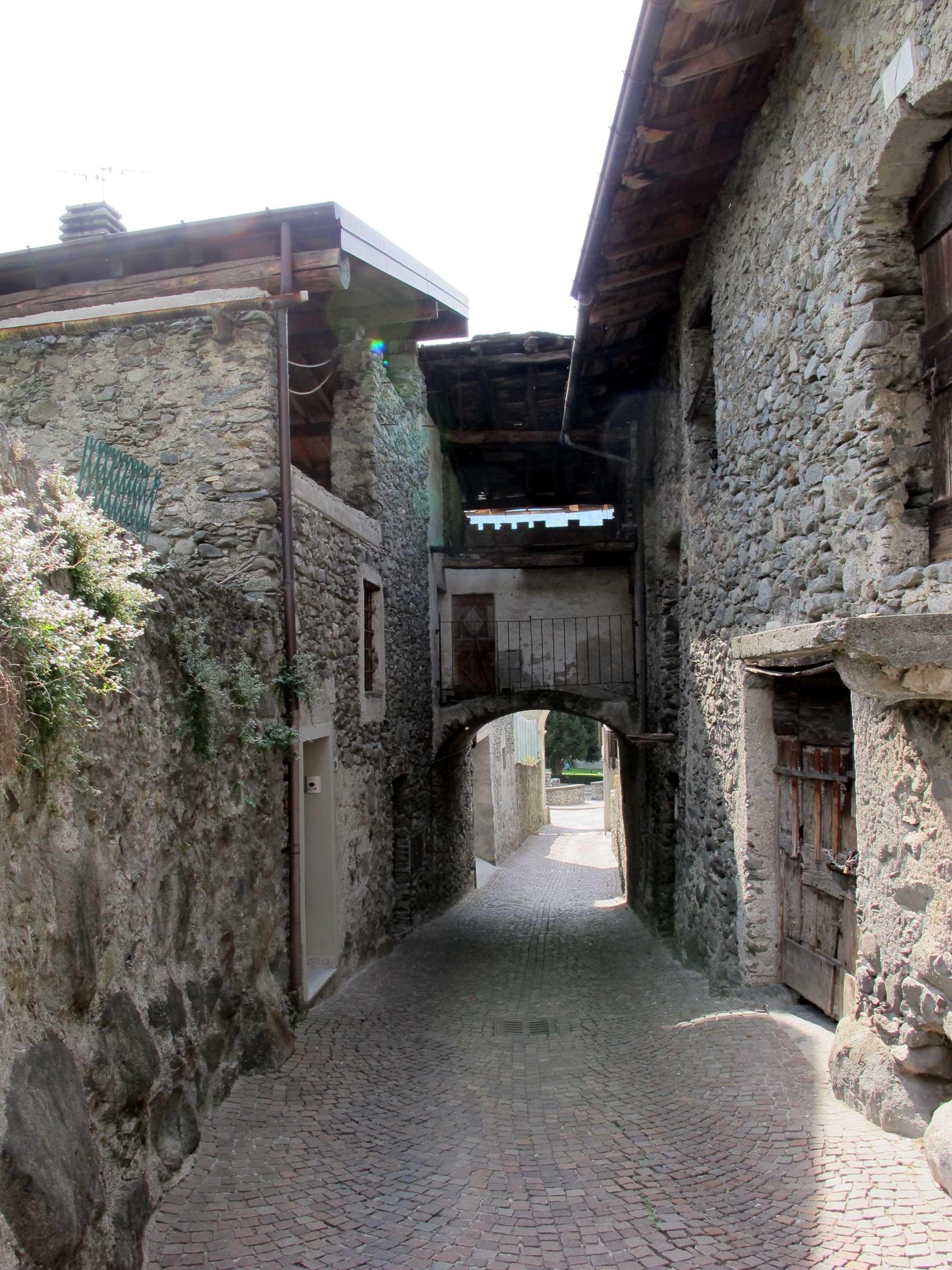
Straße in Traona
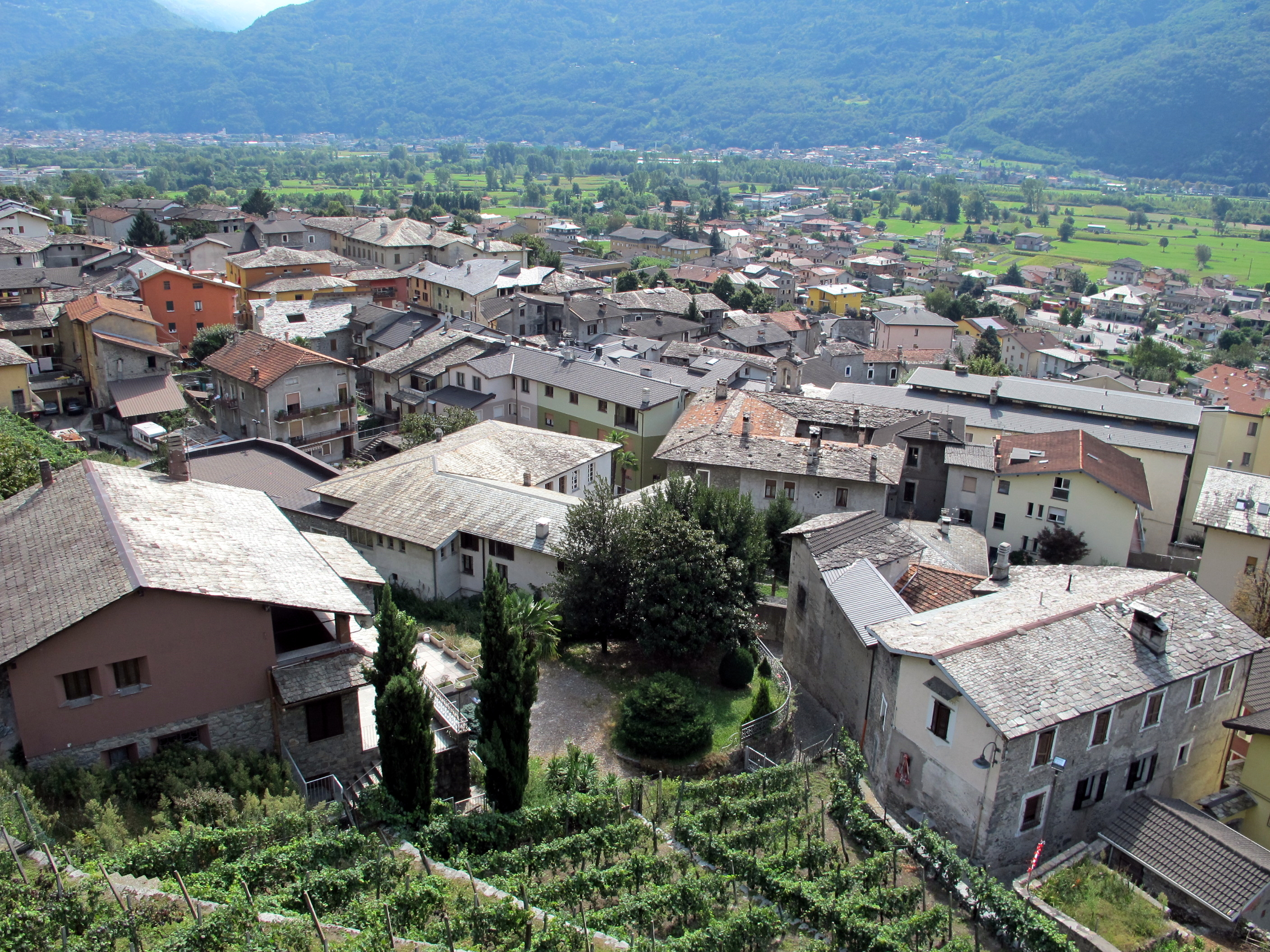
Blick auf Traona
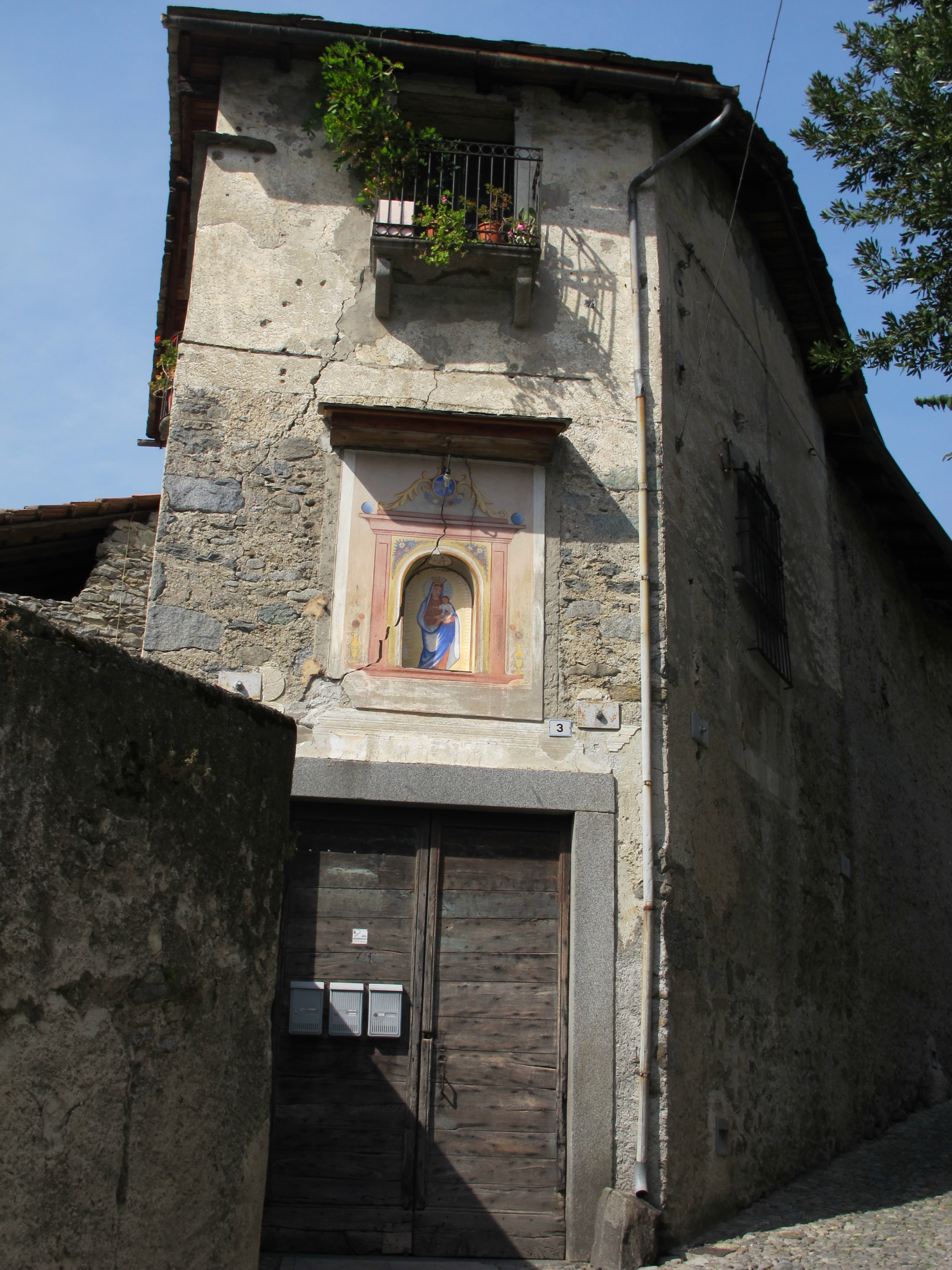
Haus in Traona
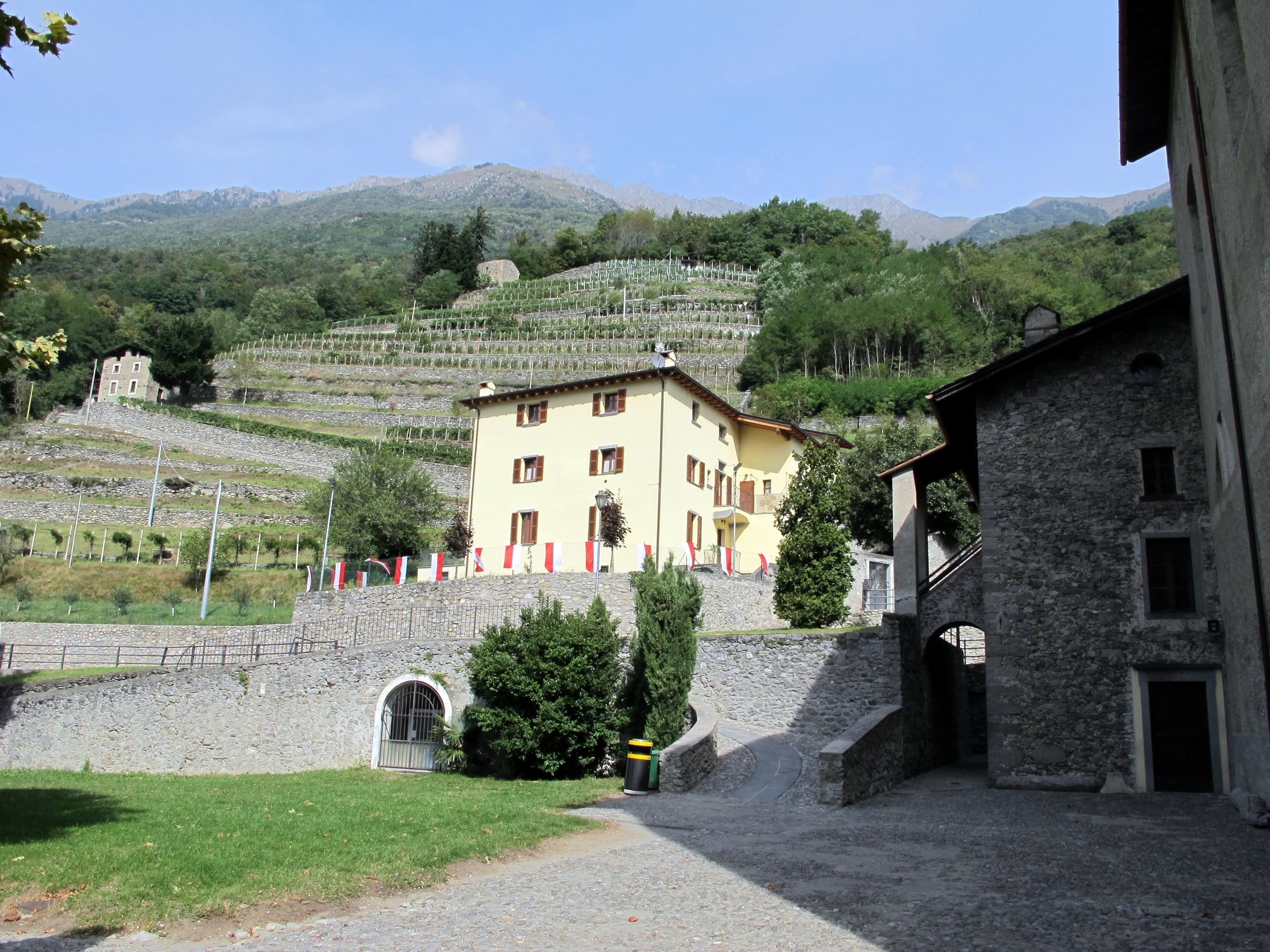
Weinberge in Traona
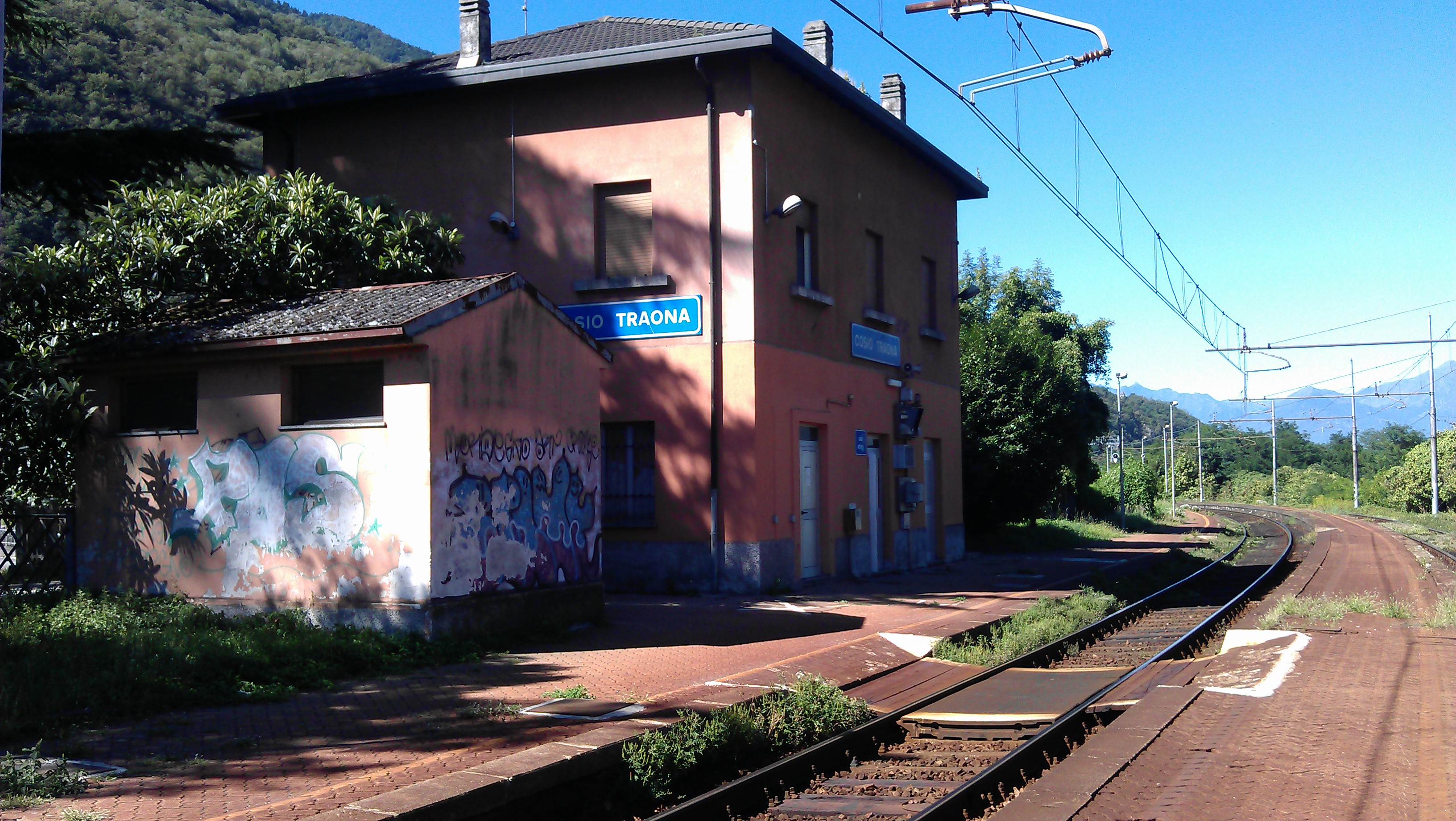
Bahnhof Cosio Traona